# فایرفاکس (کارولینای جنوبی)
فایرفاکس(به انگلیسی: Fairfax) شهری در ایالت کارولینای جنوبی کشور ایالات متحده آمریکا است که جمعیت آن در سرشماری سال ۲۰۱۰ میلادی، ۲٬۰۲۵ نفر بوده‌است.